# 双马来酰亚胺
双马来酰亚胺（bismaleimide）简称BMI，是双官能团化合物，其双活性端基为马来酰亚胺（順丁烯二醯亞胺，酰亚胺類），具有羰基，含氮环氧树脂，加工成型时通过端基的不饱和性进行固化，且固化过程不会产生挥发性的物质，将利于加工成型复合材料。
新型耐热高聚物BMI的运用发展迅速，其加工成型的条件相对不是十分的困难，而且它的价格也比较便宜。主要运用于涂料如隐身材料、压塑料以及胶黏剂等产品，用间接法合成在加工中没有挥发性物质放出，从而使制得的产品无气体空隙，当然其主要还是作为复合材料的母体树脂。其突出的耐热、耐湿热性在200℃～220℃下经10000小时老化后仍没有明显的降解现象出现，而耐辐射和耐化学品使其在5×109rad的照射下不会发生机械性能的变化，兼具有良好的介电性能。在航天航空和机电等高科技领域都有它的身影。BMI兼具聚酰亚胺树脂的耐热、耐侯、耐湿热的特点，还具有相当于环氧树脂的成型工艺性，是当前备受青睐的高性能聚合物产品。

## 主要合成方法简介
要合成双马来酰亚胺树脂首先需要合成BMI单体，普遍的合成路线是将马来酸酐和二元胺以2：1的比例反应生成双马来酰亚胺酸，而BMI单体是通过双马来酰亚胺酸环化合成的。当然选用不同的二胺和马来酸酐，在适当的工艺条件下可以得到特定的单体，以便后期合成特定的BMI树脂。单体一般不溶于乙醇、丙酮，只溶于强极性二甲基酰胺等溶剂，所以其合成有特定的工艺要求。

### 实验室双马来酰亚胺的制备
在装有搅拌棒、温度计和滴液漏斗的三口瓶固定在搅拌器上，往三口瓶加入0.22mol顺酐、100mL N,N-二甲基甲酰胺（无水），在100℃下、0.1mol二甲基甲酰胺先溶于 N,N-二甲基甲酰胺（无水）再用滴液漏斗在1h间滴完,恒温1h,往反应液中加入1.5g醋酸钠和0.5mol醋酸酐,接着反应2h,之后倒入分离溶剂中,洗涤、用适当的温度下烘干,得到的产物即为双马来酰亚胺。
在此反应的过程中首先生成的中间产物为马来酰亚胺酸，其经脱水之后生成酰亚胺。最后在分离溶剂作用下生成双马来酰亚胺。
新型双马来酰亚胺的合成工艺：在三口瓶中3，3’—二甲基—4,4’—二胺基二苯基甲烷与定量的顺丁烯二酸酐在均相的反应体系中，边加入边搅拌，观察三口瓶当顺丁烯二酸酐溶解完全之后，往反应体系中逐渐的加入MDAPM，当反应达到一定的时间之后，逐渐升高温度同时加入定量的醋酸与无水醋酸钠，调节反应的温度到预定温度之后保持此温度反应10h，反应完成之后冷却降温。产品用冷水析出反复水洗之后，用1%的碳酸氢钠溶液浸泡到中性。最后过滤掉浸液，并干燥，产物为黄色粉末状。

另一种双马来酰亚胺是在三口瓶中将2,2—双（4—氨基苯氧基苯基）异丙烷逐步的加入到溶解于丙酮的定量的顺丁烯二酸酐的非均相的反应体系中通过两步合成，第一步在反应温度下，反应完全之后，抽滤，并干燥，得到黄色的双马来酰胺酸。第二步将得到的双马来酰胺酸放入装有无水醋酸钠、醋酸酐和丙酮的三口瓶中，紧接着搅拌升高温度到回流温度，之后在回流温度下反应，等到几小时之后双马来酰胺酸充分脱水，然后冷却，迅速的将反应液倒入冰水中搅拌沉析，再用大量的水洗涤沉析物，于碳酸氢钠溶液浸泡到中性，抽滤，并干燥得到黄色产物。
3，3’—二甲基—4，4’—二马来酰亚胺基二苯基甲烷,和2,2—双（4—马来酰亚胺基苯氧基苯基）异丙烷。

### BMI树脂的合成方法

#### 强极性溶剂中
选强极性溶剂二甲基甲酰胺为反应介质，而催化剂选用乙酸钠或者乙酸镍，1mol二元胺和2mol马来酸酐（MA）在强极性溶剂中参与反应，生成BMIA，紧接着用乙酸酐为水的吸收剂，在371K左右环境下进行脱水反应，最后BMIA脱水环化生成了BMI。
在二甲基甲酰胺为溶剂的反应流程中，其中间产物是BMIA，而BMIA可溶于DMF中，产物和溶剂的相溶使反应体系处于均相，这样将有利于此反应进行顺利，本反应过程其产率相对来说较高；当然其不足之处在于所使用溶剂不仅毒性较大、生产成本较高，而且获得的产品质量也较差。

#### 丙酮为反应的溶剂中
选用丙酮为反应的溶剂时，加乙酸镍为反应的催化剂，同样以乙酸酐为水的吸收剂，反应环境则在回流的条件下进行。为了生产出较纯的产品，提高产品质量，选用此反应不仅副反应少、溶剂的价格便宜，而且毒性低，不足之处在于BMIA是以固体的形势从溶剂中析出、反应体系不均匀、溶剂回收率不高用量过大。

#### 不加溶剂
在反应中不加溶剂，而用热脱水闭环法合成BMI，热脱水闭环法出现于上世纪90年代初，此方法用强极性的甲苯、DMF和二氯乙烷为混合溶剂，选用甲苯磺酸钠作为反应中间产物的脱水剂，最后要在较高温度下对中间产物进行脱水环化以得到BMI。用该种方法反应体系将始终处于均相状态、有不错的产率、三废的排放量少从而降低了成本，其不足之处在于脱水时间较长，从而影响整个生产周期。

## 结论
以马来酸酐和二元胺为原料，经过过一定的反应生成双马来酰亚胺单体，单体经过缩聚脱水而得到产物的过程。其中综合考虑问题以热脱水闭环法生产比较适合工业生产。